# Wilden (Wilnsdorf)
Wilden ist ein Ortsteil der Gemeinde Wilnsdorf in Nordrhein-Westfalen im Kreis Siegen-Wittgenstein mit ca. 1600 Einwohnern. Der Ortsname „Wilden“ kommt von „Wilde“ und bezeichnete früher etwas Wildes im Ort, den Wildebach. Eine andere Theorie sind „wilde Weiber“, die auf Gehöften auf der Landeskrone lebten.

## Geographie

Karte von Wilden

Wilden liegt im südlichen Siegerland, unweit der Bundesautobahn 45, auch Sauerlandlinie genannt. Wilden ist umgeben von Wald. Wie überall in der Gegend gibt es hier Nadel- und Laubwälder, die größtenteils durch Hauberg bewirtschaftet werden. Landwirtschaft ist hier selten und höchstens in Kleinformen vertreten.
Durch das Tal zieht sich der knapp 11,7 km lange Wildebach. Zuflüsse sind unter anderem der Kleine Wildenbach, der sich durch Oberwilden zieht oder der Sterzenbach in Unterwilden. Der größte Teil des etwa 3,3 km langen Ortes liegt im Tal und zieht sich nur teils die Berge hoch. Geografisch war der Ort in Unter-, Ober- und Mittelwilden aufgeteilt, die jedoch zusammenwuchsen. Unter- und Mittelwilden liegen im Wildebachtal, Oberwilden im Richtung Wilnsdorf anschließenden und leicht auslaufenden Tal des Kleinen Wildenbachs.
Erhebungen oder Berge um Wilden sind unter anderem der Elkersberg (443,5 m) im Nordosten mit anschließendem Bergrücken in Richtung Westen bis hin zur Rausche, die sich in die Erhebungen Große Rausche (439,5 m) und Kleine Rausche (443,2 m) aufteilt und weiter in Richtung Pfannenberg. Im Südosten liegt der Wildenberg (469,1 m) und im Süden der Bautenberg (512,9 m), um den und dessen Ausläufer sich der Ort durch das Tal zieht. In Richtung Westen schließt sich der Bergrücken des in Salchendorf liegenden Rassbergs an.
Der Ort hat eine Gemarkungsfläche von 7,21 km² und liegt, bedingt durch seine Länge auf einer Höhe zwischen 300 m über NN beim Ortsausgang in Richtung Salchendorf und 370 m über NN beim Ortsausgang Oberwilden in Richtung Wilnsdorf.

### Nachbarorte
Die umliegenden Nachbarorte sind Rinsdorf im Norden, Wilnsdorf im Osten, Gilsbach (Gemeinde Burbach) im Süden, Wiederstein und Zeppenfeld (Gemeinde Neunkirchen) im Südwesten und Salchendorf (Gemeinde Neunkirchen) im Westen.

## Geschichte

### Ersterwähnungen und Entwicklung des Ortes
Erste Anzeichen von Besiedlung gehen laut Ausgrabungen des Heimatforschers Otto Krasa bis ins La-Tène-Zeitalter zurück. Dies belegen Funde von Windöfen nördlich des Wildebachs. Die heutige Besiedlung des Kernortes sowie des Hofes „Bondorf“ fing zwischen 800 und 950 an, während der Hof „Windhain“ erst zwischen 950 und 1050 besiedelt wurde. Durch das langgezogene Tal am Wildebach siedelten die Menschen hier an mehreren Stellen. Aus den anfänglichen Höfen wurden drei kleine Orte, Unterwilden, Mittelwilden und Oberwilden, die im Laufe der Zeit zusammenwuchsen. Diese Bezeichnungen benutzt man heute noch. Sie sind auf fast jeder Landkarte zu finden und dienen zur Orientierung im Ort.
Am 7. Dezember 1339 erschien das Hofgut „in der Wilden-Selbach“ in einer Urkunde als adeliges Gut im Besitz des Geschlechts der Herren von Selbach. Am 28. Mai 1367 wurden die „drei Wilden“ (Ober-, Mittel- und Unterwilden) erstmals urkundlich erwähnt. 1404 wurde der Name „Heinrich Wilde“ (Heinrich aus Wilden) und damit nochmals der Ort „Wilde“ erwähnt, umgangssprachlich wird „auf der Wilde“ auch noch heute genutzt. 1355 erscheint „Wiebelhausen“ erstmals in den Urkunden. Der Ort, im Wiebelhäuser Tal oberhalb des Landeskroner Weihers gelegen, wurde aber bereits 1417 letztmals mit der Notiz „Wüstung“ erwähnt, was auf eine verlassene oder im Begriff zu verlassene Siedlung schließen lässt. Bereits 1461 wurde der Ort in einem Register nicht mehr aufgeführt. 
Im Mittelalter betrieb man eine Mühle oberhalb des heutigen Landeskroner Weihers im Quirnbachtal (Gemarkung Wilnsdorf). Diese Mühle brannte um das Jahr 1500 ab und wurde durch eine neue Mühle auf dem Gebiet des ehemaligen Hofes Hillingisdorf in Mittelwilden ersetzt. Nachdem diese Mühle im 16. Jahrhundert ebenfalls durch einen Brand in Mitleidenschaft gezogen wurde, baute der damalige Müller Hermann (auch Müllers Hermann, Herman Flick oder Flockenhermann genannt) die heute als „Heßsche Mühle“ bekannten Gebäude neu auf. Im 16. Jahrhundert wurde der Wert dieser Mühle auf 1200 Gulden geschätzt, was damals eine stattliche Summe war. 1597 kam der Müller, seine Frau und ihre 3 Kinder durch die Pest um. 1711 wurde unterhalb von Unterwilden eine neue Mühle errichtet, die seit 1845 (erst teilweise und später ganz) im Besitz der Familie Spieß ist.
Im Jahre 1600 bekamen die Wildener die Erlaubnis, ihr Kinder im Ort selbst zu unterrichten und sie nicht mehr zu den zur damaligen Zeit weit entfernten Schulen in den Kirchspielorten Neunkirchen und Burbach schicken zu müssen. Einhundert Jahre später, 1700, wurde in Mittelwilden mit einer Kapellenschule die erste Schule im Ort errichtet. Zum Unmut der Mittelwildener bekam Unterwilden im Jahr 1708 die Erlaubnis zum Bau einer Schule mit Betsaal. Diese wurde 1714 eingeweiht, von nun an gingen auch die Ober- und Mittelwildener Kinder nach Unterwilden zur Schule. Dies hielt bis 1780 an. Mittel- und Oberwildener Schüler gingen ab nun wieder in Mittelwilden zur Schule. Ein häufiger Lehrerwechsel lässt sich durch die beiden Tatsachen erklären, dass das Bezahlen von zwei Lehrern im Ort schwer zu bewältigen war und zudem keine Lehrerwohnung bestand.
Neben dem Schulbesuch war auch der Kirchenbesuch und die Bestattung von Toten schwierig. 1716 wurde daher die Erlaubnis zur Anstellung eines eigenen Pfarrers gegeben. Dieser wurde Johannes Brücher, der 1681 in Wilden geboren war. Bereits ein Jahr später konnte ein eigener Totenhof angelegt werden, allerdings mit der Bedingung, dass die Wildener weiterhin auch die Kirchfriedhöfe mit finanzierten.
Häuseranzahl in Wilden
| Jahr   | 1588 | 1600 | 1698 | 1700 | 1704 | 1706 | 1725 | 1739 | 1788 | 1810 | 1846 | 1850 | 1867 | 1913 | 1955 |
| Häuser | 15   | 30   | 24   | 27   | 27   | 27   | 35   | 42   | 43   | 44   | 54   | 56   | 75   | 132  | 200  |

1810 waren von den 44 Häusern 13 im Amt Neunkirchen und 31 im Amt Burbach, die Amtsgrenze verlief entlang des Wildebaches. Diese Trennung rührte noch von der Doppelherrschaft von Sayn und Nassau im Freien Grund.
Wilden hatte eine Roheisenhütte, welche 1580 erstmals erwähnt wurde. Die Stilllegung der Wildener Hütte fand zwischen 1867 und 1878 statt. In 70–80 Arbeitstagen sollen in der Hütte knapp 170 Wagen Roheisen pro Jahr verarbeitet worden sein. 1810 wurde sie als Doppelhütte, mit „Ofen und Feuerwerk“, d. h. mit Hochofen zum Umwandeln von Roheisen in Schmiede- und Stahleisen, bezeichnet.

### Bergbau

Grubenanlage der Grube Landeskrone um 1880

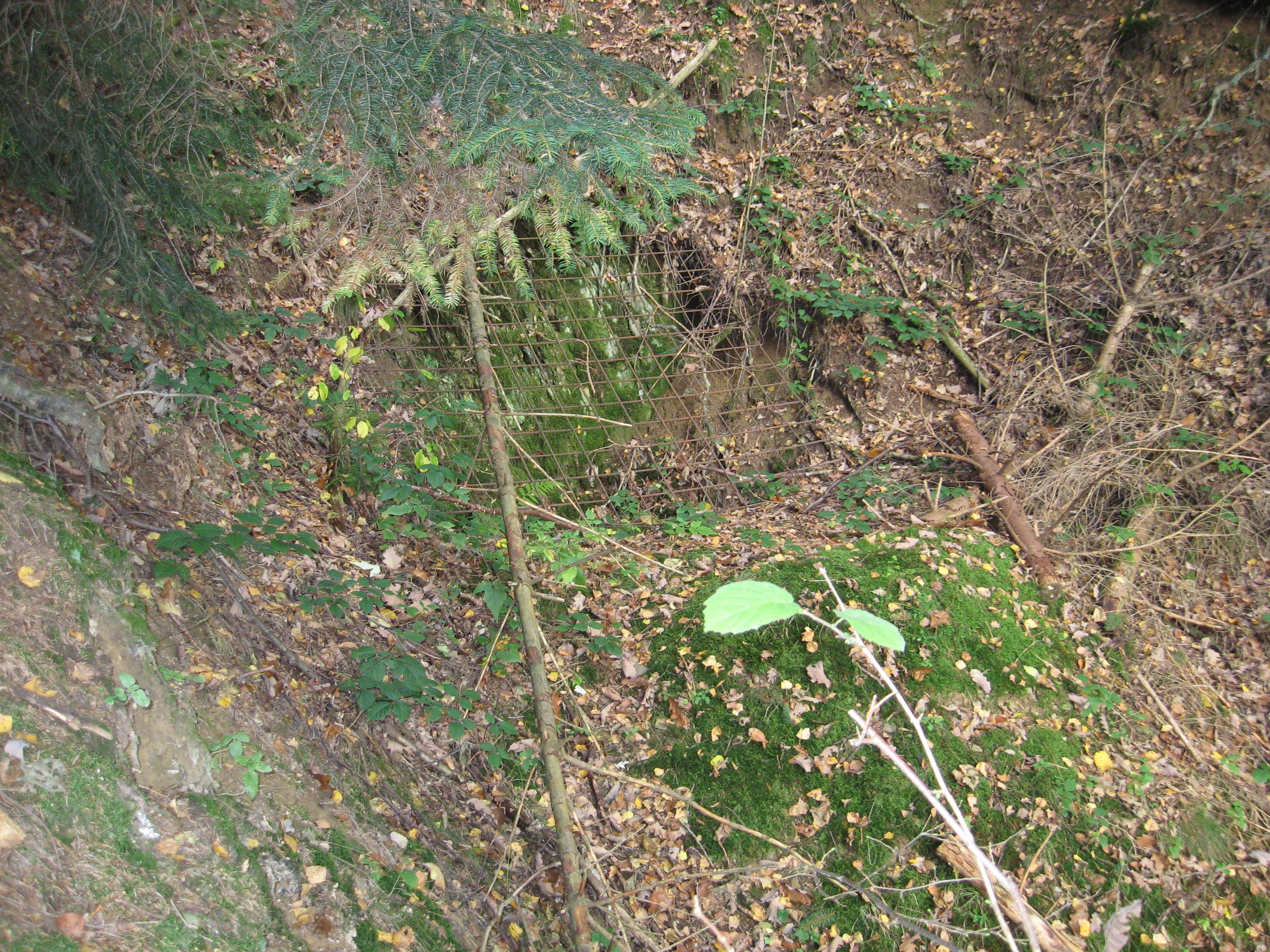
Der zugefallene Stolleneingang der Grube Morgenröte unterhalb des Elkersbergs

Wie im restlichen Siegerland war auch hier der Bergbau vertreten. Der Göpelschachtgang, auf dem die Grube Landeskrone baute, wurde bereits 1298 erstmals erwähnt. Alte Bleischlackenfunde am westlichen Bautenberghang, Pingenzüge am östlichen Hang sowie Verhüttungsreste weisen auf mittelalterlichen Bergbau hin. Am Südhang des Bergrückens zwischen Elkersberg und Rausche finden sich Hinweise auf Windöfen aus der La-Tène-Zeit zwischen 500 und 100 v. Chr. Ebenfalls finden sich in dem Gebiet Spuren aus dem frühen Mittelalter (10. bis 13. Jahrhundert) in Form von Buntmetallverhüttungen. Diese finden sich vermehrt auch im Gebiet der Grube Landeskrone zwischen Bautenberg und Kalteiche bis hin zum Elkersberg wieder.
Der Bergbau kann namentlich bis ins Jahr 1461 zurückverfolgt werden, die Grube Bautenberg am Fuße des gleichnamigen Berges war bis 1942 in Betrieb. 1770 wurde die Grube Grüne Hoffnung erstmals erwähnt, im Stollenbau wurde Eisen-, Kupfer-, Blei- und Zinkerz gewonnen. Wesentlich älter sind die Betriebe Goldener Hut und Sophie, hier wurde bereits um 1550 über Obere Stollen und kleine Tagesschächte Eisen und Blei gefördert.
1801 wurde auf der Landeskrone mit dem Bau eines Stollens begonnen, der später für den 1852 angelegten Schacht als Erbstollen diente. Bis 1917 wurde hier unter anderem Bleierz für die Herstellung von Silber abgebaut. 1852 wurde eine der ersten Dampfmaschinen im Siegerland in Betrieb genommen.
1827 wurden die Gruben Poppelszeche in Unterwilden und Arbach, die teils auf Gilsbacher Gebiet lag, erstmals erwähnt. Der Abbau dürfte allerdings älter sein. Erstere gehörte später zur Grube Bautenberg.
Eine weitere Grube, Morgenröte, lag hinter der früheren Grundschule in der Mitte des Ortes am Hang des Elkersbergs und war eine kleine Grube mit einem Stollen, der mittlerweile verfallen ist und versperrt wurde. Neben den drei erwähnten Gruben gab es zahlreiche Stollengänge rund um den Ort, besonders am und um den Bautenberg.
Weitere Gruben sind unter anderem:
| - Eisenzeche / Unterwilden - Erzgang (zu Bautenberg) / Unterwilden - Frisches Feld (zu Landeskrone) | - Lethe (zu Bautenberg) - Salzgang (zu Bautenberg) / Unterwilden - Sophienstöllchen (zu Bautenberg) Unterwilden / am Bautenberg |

Die Grube Bautenberg betrieb zwischen 1873 und 1907 eine Schmalspurbahn nach Neunkirchen zum Transportieren der Erze. Dieser Weg ist jetzt ein Waldweg und wird noch heute umgangssprachlich Bähnchen genannt. Ab 1907 war die Grube über Schienen direkt zum Wildener Bahnhof an die Schienen der Freien Grunder Eisenbahn angebunden, die durch die Einstellung des Grubenbetriebs zwischen Wilden und Salchendorf nur noch selten genutzt wurde. Die Grube Bautenberg wurde geschlossen, nachdem der Lorenzschacht zum zweiten Mal zusammenbrach. Mit über 1000 m Teufe war die Grube eine der tieferen in der Region und die Bedeutendste im Wildebachtal.

### Entwicklungen im 19. und 20. Jahrhundert

Wilden um 1955 aus der Dell

Der 1714 in Unterwilden errichteten Schule folgte erst 1854 eine, mit Mittelwilden gemeinsame neue Kapellenschule, nachdem die beiden alten Schulen für zu klein befunden wurden. Diese wurde bis zum Neubau 1955 genutzt. Am 20. Oktober 1858 wurde die neue Straße von Wilden nach Salchendorf eingeweiht. Aufgrund des sumpfigen Wildebachtalbodens wurde der Neubau nötig, da die Strecke eine wichtige Handelsstraße zwischen Hütten und Gruben war. 1874 endete die Postzustellung aus Wilnsdorf per Hundegespann.
Die Bauern hatten ihre Felder in nächster Nähe. Das war ein Vorteil, in regnerischen Jahren aber auch ein Nachteil, weil Überschwemmungen am Wildebach immer wieder einen großen Teil der Ernte vernichteten. Die größte unter ihnen ereignete sich im November 1890. Nach tagelangem Regen stieg der Wasserpegel des Baches so hoch, dass weite Teile des Tals überflutet wurden. Zudem brach am Morgen des 24. November der Damm des Landeskroner Weihers. Die Wassermassen, bis zu einem Meter über Normalpegel, flossen talabwärts und zerstörten in Mittel- und Unterwilden Häuser und rissen Ställe und Schuppen mit sich.
Am 29. November 1907 wurde die Eisenbahnstrecke nach Salchendorf eingeweiht. Diese führte nur nach Unterwilden und nicht wie geplant bis nach Wilgersdorf zur Grube Neue Hoffnung, da diese bereits im Jahr 1903 die Erzförderung eingestellt hatte und die Geländeverhältnisse zwischen Oberwilden und Wilgersdorf zu Schwierigkeiten führte. Zuerst auf den Güterverkehr beschränkt, fuhr am 1. Mai 1908 der erste Personenzug über die Gleise. Durch die Schließung der Grube Bautenberg 1942 lohnte sich der Verkehr kaum noch, schon 1950 wurden die letzten Personen befördert. Am 31. Oktober 1963 wurde der Schienenverkehr zwischen Wilden und Salchendorf schließlich ganz eingestellt. Von den Schienen ist heute nichts mehr zu sehen, der alte Bahnhof wird heute durch die benachbarte FeG genutzt.

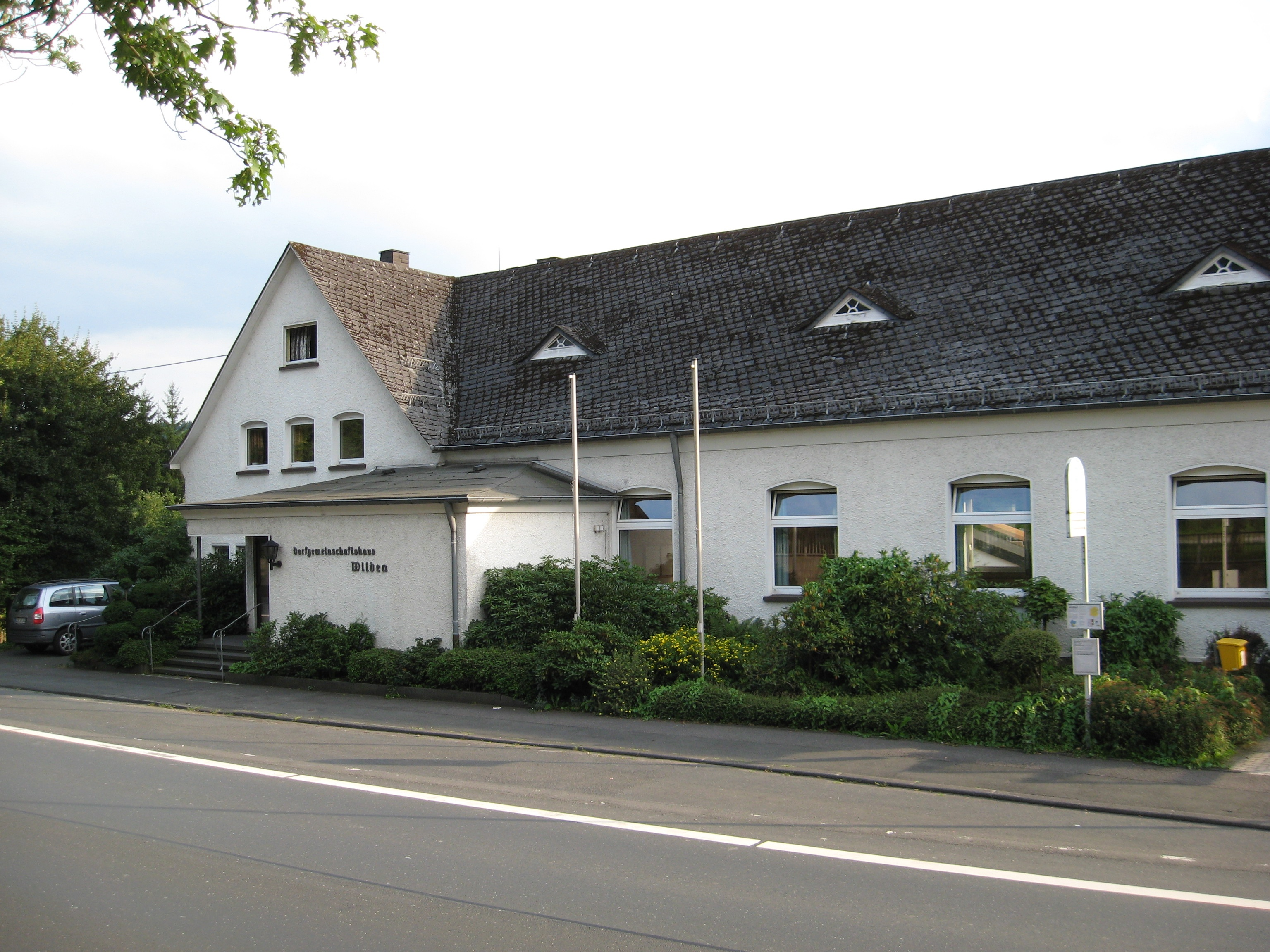
Das Dorfgemeinschaftshaus von 1938

1903 wurde ein neuer Friedhof „Vorm Wäldchen“ eingerichtet. Dieser wurde bereits 1927 durch einen neuen am Köhlerweg ersetzt. Die ersten Stromleitungen wurden ab 1910 genutzt, der Strom kam von der Mühle „Franz Winkler“ (ehem. Mühle „Heß“) in Mittelwilden. Ab 1923 kam der Strom vom EWS. Ebenfalls 1910 wurden die ersten Wasserleitungen verlegt. 1911 gründete sich die Freiwillige Feuerwehr. 1936 wurde ein evangelisches Vereinshaus für Wilden, noch in drei Orte aufgeteilt, gebaut. Zwei Jahre später folgte das Dorfgemeinschaftshaus, das heute noch als solches genutzt wird. Am 18. September des Jahres 1938 wurde es eingeweiht. Nach dem Bau einer neuen dreiklassigen Grundschule im Jahr 1955 wurden 1968 im Zuge der Schulreform die Schuljahre 5–9 nach Wilnsdorf verlegt.
1892 wurde der Verbund der Pfarreien Wilnsdorf und Rödgen aufgehoben, Wilnsdorf bekam einen eigenen Pfarrer, die drei Gemeinden Ober-, Mittel- und Unterwilden wurden in diesem Zuge nach Wilnsdorf umgepfarrt. Von 1817 bis 1895 gehörte Wilden ganz zum Amt Burbach, da das Amt Neunkirchen aufgelöst wurde, und wurde dann als eines der letzten Orte dem Amt Wilnsdorf hinzugefügt.
Am 21. Februar 1945 trafen bei einem Bombenangriff auf den Freien Grund zwei Bomben den Ort Wilden. Dies wiederholte sich am 14. März desselben Jahres, am 27. März marschierten die Amerikaner in Wilden ein. Sie kamen aus Richtung Gilsbach. In den 1950er und 60er Jahren wuchs Wilden stetig an. Neue Gebiete wie die „Struthstraße“ wurden erschlossen und bebaut. Am 1. Januar 1969 wurden durch die Gemeindereform das Amt Wilnsdorf aufgelöst und elf selbstständige Gemeinden, darunter Wilden, zur neuen Gemeinde Wilnsdorf zusammengeschlossen. Ebenfalls 1969 wurde der neue (aktuelle) Friedhof mit Friedhofshalle gebaut.
1982 gründete sich der Heimatverein im Ort, der heute 50 Mitglieder zählt. 1984 wurde die alte Schmiede, die bis 1980 noch sporadisch betrieben wurde, dank des Vereins in Ortsmitte unterhalb der damaligen Grundschule neu errichtet, siehe Sehenswürdigkeiten.
Seit 1994 wird in der neuen Grundschule des Ortes unterrichtet. Sie ersetzt die alte Grundschule von 1955 und wurde direkt neben dem 1979 gebauten Kindergarten im Ort errichtet.

### Neuste Entwicklungen

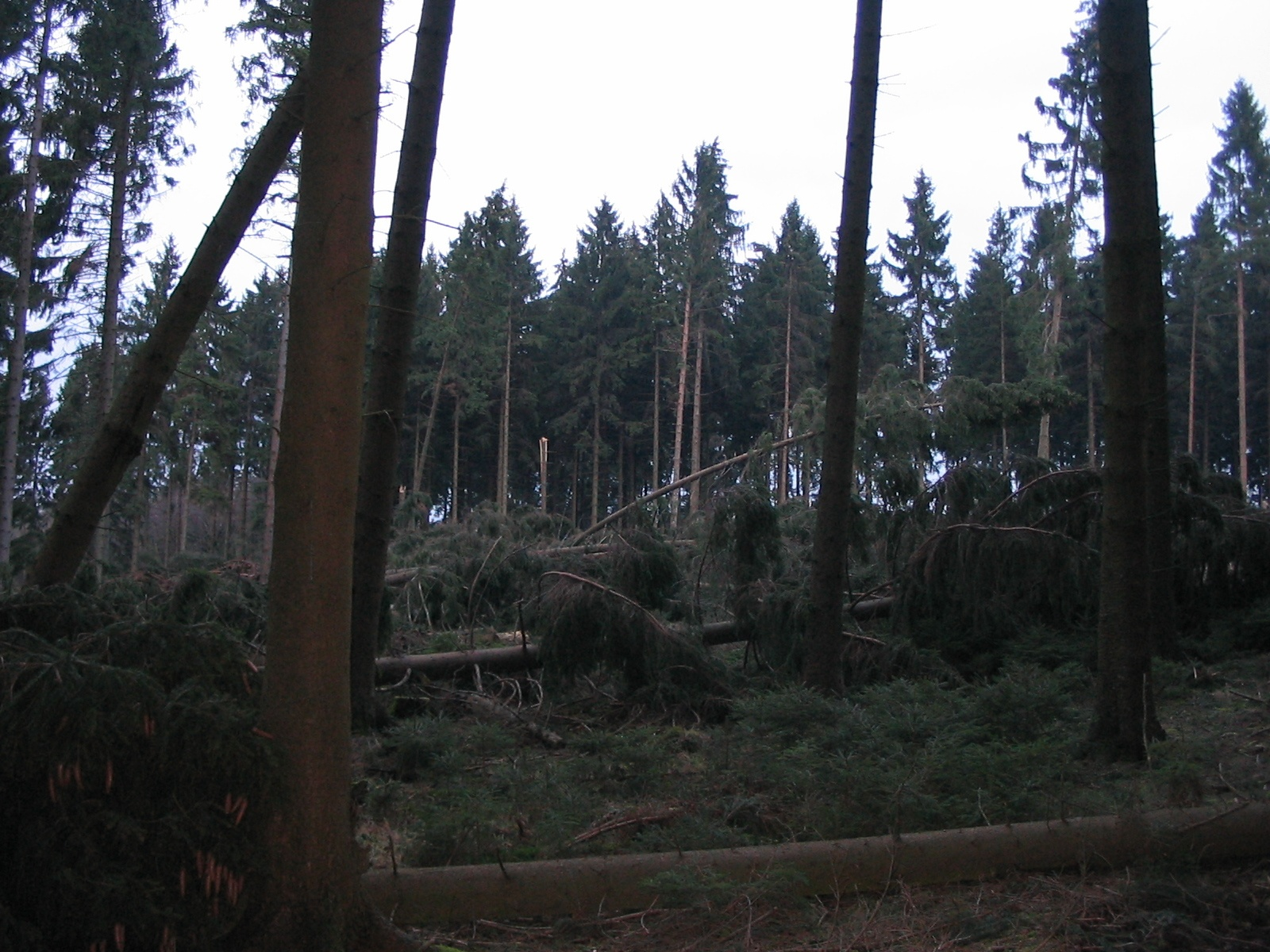
Sturmschäden nach Kyrill oberhalb Wildens auf der Kleinen Rausche

2001 bekam der Ort eine eigene evangelische Kirche auf dem Grundstück der alten Grundschule, da die meisten Wildener evangelisch sind. Der Bau war nicht so teuer wie geplant, also wurde davor noch ein Glockenturm errichtet.
Seit 2005 steht ein Autohof im Industriegebiet Wilden Nord direkt an der Autobahn.
Am 23. Mai 2005 war ein Kamerateam vom Fernsehsender WDR in Wilden und hat Aufnahmen für die Mittendrin-Reportage der Sendung Lokalzeit Südwestfalen gemacht. (Anmerkung: In der Mittendrin-Reportage wird jede Woche ein anderes Dorf in Südwestfalen vorgestellt.)
Auch Wilden wurde von Orkan Kyrill nicht verschont. Am 18. und 19. Januar 2007 fielen viele Bäume in den Wäldern um den Ort, besonders im Bereich „Bähnchen“ Richtung Salchendorf, in der Nähe des Sportplatzes, auf der Landeskrone und oberhalb der „Dell“ am Berg Kleine Rausche.

### Einwohnerzahlen
Einwohnerentwicklung des Ortes:
| Jahr | Einwohner |
| ---- | --------- |
| 1588 | 90–100    |
| 1698 | 140–150   |
| 1704 | 160–170   |
| 1725 | 220–240   |
| 1739 | 260–290   |
| 1788 | 270–300   |
| 1812 | 318       |
| 1818 | 352       |
| 1837 | 329       |
| 1843 | 374       |
| 1846 | 380       |
| 1850 | 413       |
| 1855 | 441       |
| 1861 | 436       |
| 1864 | 431       |

| Jahr | Einwohner |
| ---- | --------- |
| 1867 | 462       |
| 1871 | 442       |
| 1875 | 432       |
| 1880 | 500       |
| 1885 | 587       |
| 1890 | 547       |
| 1895 | 523       |
| 1900 | 640       |
| 1905 | 699       |
| 1910 | 774       |
| 1913 | 880       |
| 1925 | 923       |
| 1933 | 936       |
| 1939 | 899       |
| 1948 | 1196      |

| Jahr | Einwohner |
| ---- | --------- |
| 1950 | 1174      |
| 1952 | 1207      |
| 1955 | 1154      |
| 1958 | 1192      |
| 1961 | 1252      |
| 1964 | 1332      |
| 1967 | 1443      |
| 1969 | 1445      |
| 1970 | 1461      |
| 1975 | 1437      |
| 1980 | 1587      |
| 1985 | 1637      |
| 1990 | 1651      |
| 1995 | 1758      |
| 2000 | 1735      |

| Jahr | Einwohner |
| ---- | --------- |
| 2005 | 1726      |
| 2006 | 1714      |
| 2007 | 1673      |
| 2008 | 1641      |
| 2009 | 1629      |
| 2010 | 1608      |
| 2011 | 1634      |
| 2012 | 1613      |
| 2013 | 1614      |
| 2014 | 1604      |
| 2015 | 1684      |
| 2016 | 1651      |

Anmerkungen: Zahlen bis 1788 sind Schätzungen; Zahlen 1885/1890 am 1. Dezember / 1895 am 2. Dezember; ab 1969 am 31. Dezember.

## Infrastruktur und Verkehrsanbindung

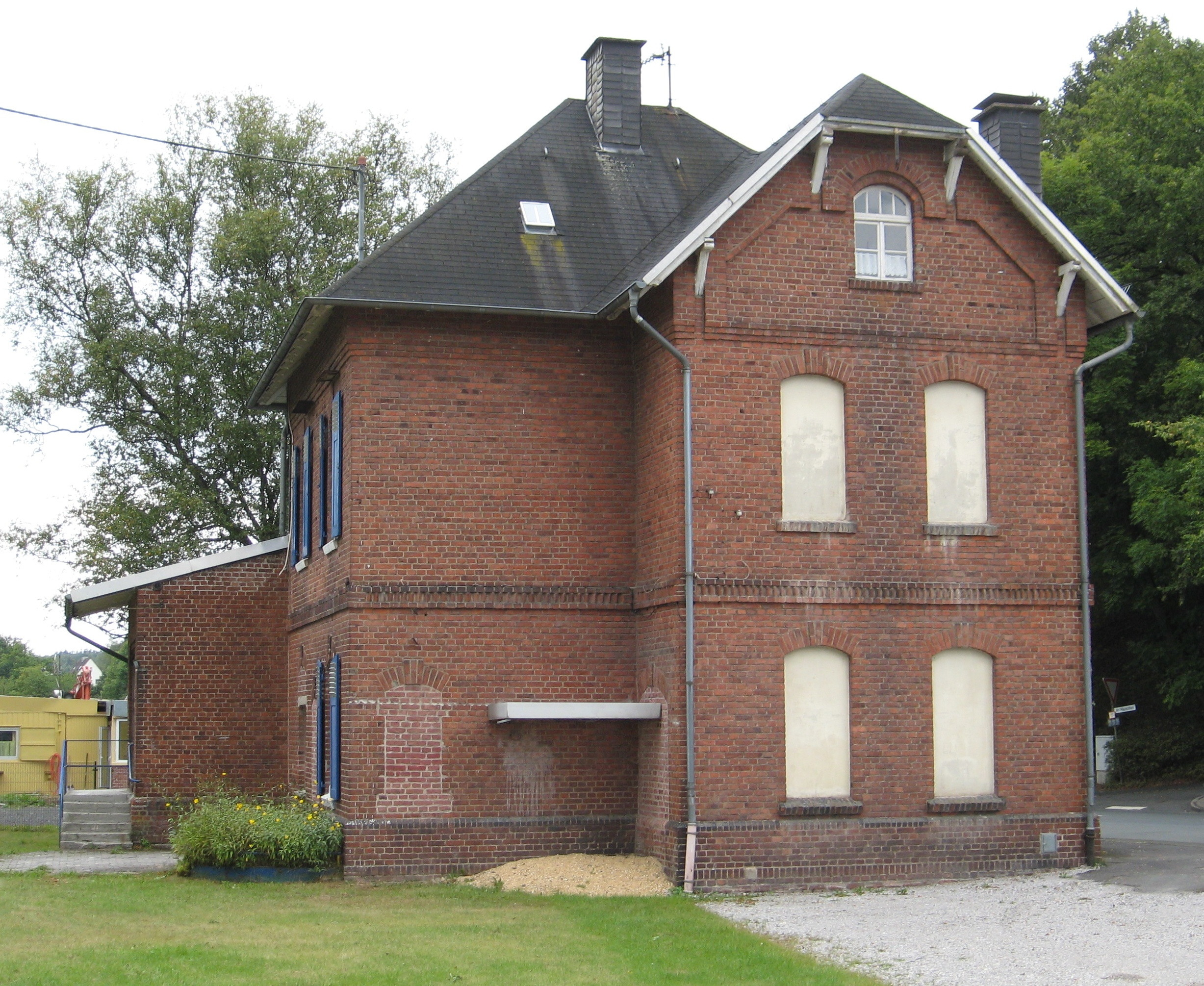
Alter Bahnhof in Wilden

### Verkehrsanbindung
Wilden liegt an der Verbindungsstraße zwischen Wilnsdorf und Neunkirchen und direkt an der A 45, eine der wichtigsten Nord-Süd-Autobahnen Deutschlands. Seit 2005 steht dort ein Autohof (siehe unten).
Da Wilden ein sehr langgezogener Ort ist, sind die meisten Gebäude an der Hauptstraße Freier-Grunder-Straße und einer Nebenstraße zu finden. Andere Nebenstraßen mit großen Wohngebiet gibt es nur wenige. Über die größten Straßen sind die nächsten Ortschaften Gilsbach (über den „Pfaffenwald“), Wilnsdorf (entweder über oder unter der Autobahn her) und Salchendorf zu erreichen.
Zwischen 1907 und 1963 war Wilden an die Bahnstrecke Herdorf–Unterwilden angeschlossen, welche von der Freien Grunder Eisenbahn erbaut und betrieben wurde. Zeugnis davon liefert der noch existierende rot geziegelte Bahnhof mitten in Unterwilden, mittlerweile zur FeG gehörend.

### Industrie
In und um Wilden gibt es drei Industriegebiete.
- Wilden Nord ist das neuste und liegt direkt an der Autobahn. Seit 2004 gibt es dort einen Autohof mit Hotel, Tankstelle und verschiedenen Restaurants. Mittlerweile haben sich dort mehrere Betriebe angesiedelt.
- Landeskrone besteht aus zwei Betrieben. Es liegt an der Verbindungsstraße nach Gilsbach unterhalb des Landeskroner Weiher.
- Unterwilden liegt unterhalb des Bautenbergs in Unterwilden. Dort sind mehrere (kleine) Betriebe.

1959 wurde das Unternehmen Wilhelm Schäfer Maschinenbau GmbH auf der Landeskrone gegründet; dort wurden Blech- und Rohrbearbeitungssysteme hergestellt. Schäfer war ein großer Arbeitgeber für Wilden und die umliegenden Orte. 1994 wurde das Unternehmen von der Schuler AG aufgekauft.

### Medien
Der Radioempfang im südlichen Siegerland in geprägt durch Lokal- und überregionales Radio, wobei Radio Siegen die meisten Hörer hat. Neben den nordrhein-westfälischen Radiosendern des WDR und 1 Live kann auch das hessische FFH und rheinland-pfälzischen Sender RPR 1 und die des SWR empfangen werden.
Als lokale Zeitungen werden neben der Siegener Zeitung auch die Westfalenpost und die Westfälische Rundschau angeboten. Seit dem Herbst 2006 ist in Wilden mit DSL, später auch über Kabel und seit dem Frühjahr 2013 mit LTE schnelles Internet verfügbar.

## Sehenswürdigkeiten

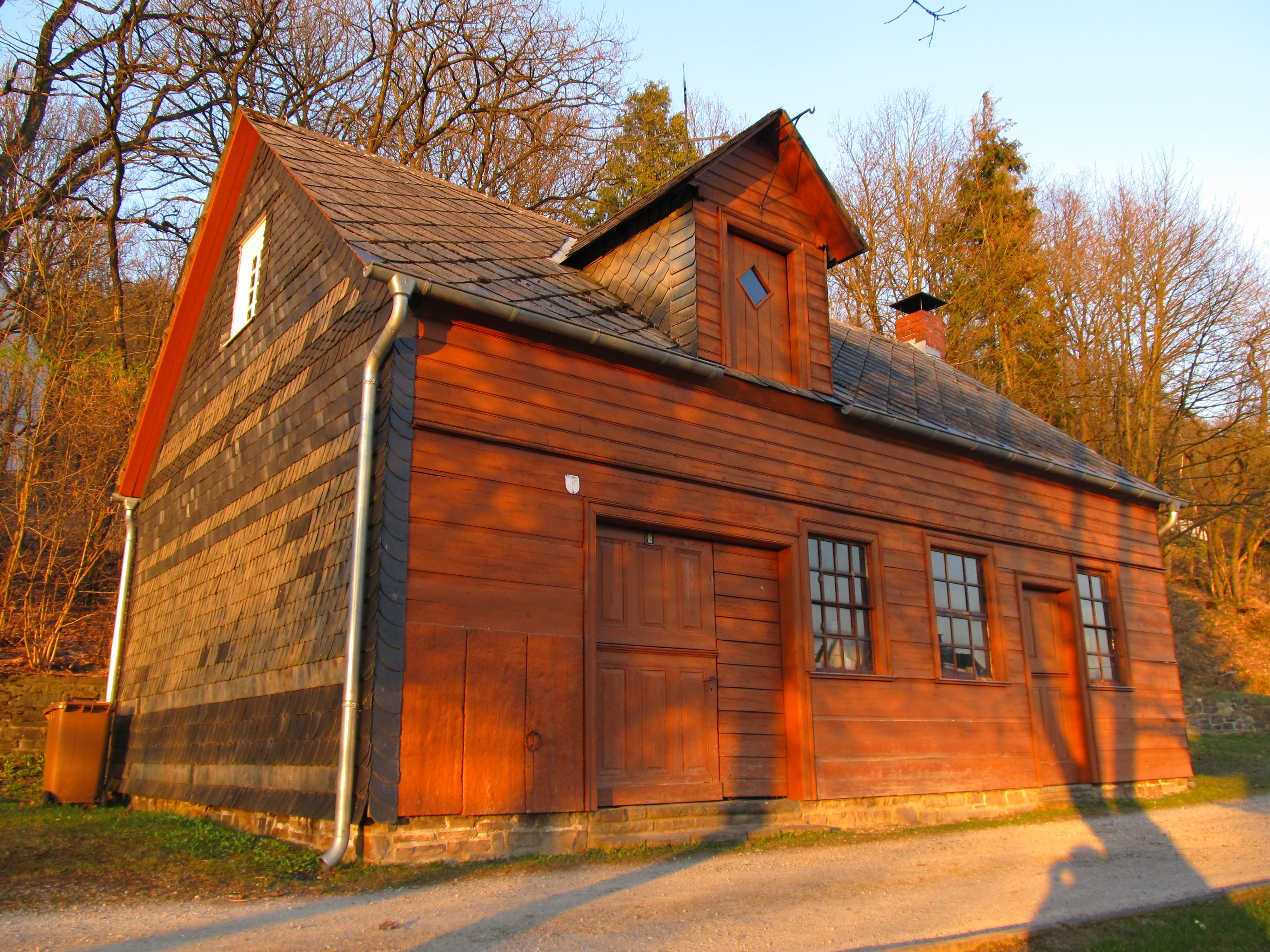
Die alte Schmiede in der Dorfmitte

### Schmiede
Mitten in Wilden, gegenüber dem Dorfgemeinschaftshaus steht eine kleine Schmiede, die um 1850 im Köhlerweg in Oberwilden errichtet wurde. Bis Mitte der 1960er-Jahre wurden dort Werkzeuge für Landwirtschaft, Hauberg und Bergbau hergestellt, repariert und geschärft, bis 1980 wurde sie nur noch sporadisch betrieben. 1984 wurde sie abgebaut und durch den Heimatverein in der Ortsmitte (Mittelwilden) gegenüber dem Dorfgemeinschaftshaus neu errichtet. Bei Veranstaltungen, zum Beispiel am Tag des offenen Denkmals, wird sie geöffnet und in Vorführungen wird den Besuchern das Schmiedehandwerk nahegebracht.

### Landeskroner Weiher
Am östlichen Ende des Ortes liegt der Landeskroner Weiher, direkt unter einer Autobahnbrücke (400 m Höhe), in einem Gebiet, in dem ebenfalls früher einmal Gruben waren. Durch ihn hindurch fließt der Wildebach, der auf dem Wildenberg entspringt, durch den gesamten Ort fließt und in Neunkirchen in der Heller mündet. Durch die ständige Bewegung im Weiher bleibt der „Landeskroner“ selbst an heißen Sommertagen kühl. Er ist beliebt zum Schwimmen und im Angelverein zum Fischen. Jedes Jahr am Maifeiertag veranstaltet der Verein ein Grillen direkt am Weiher. Angelegt wurde der Weiher in den 1890er Jahren als Wasserspeicher zum Antreiben der Wasserräder der Grube Landeskrone in der Nähe.

## Schule und Freizeit

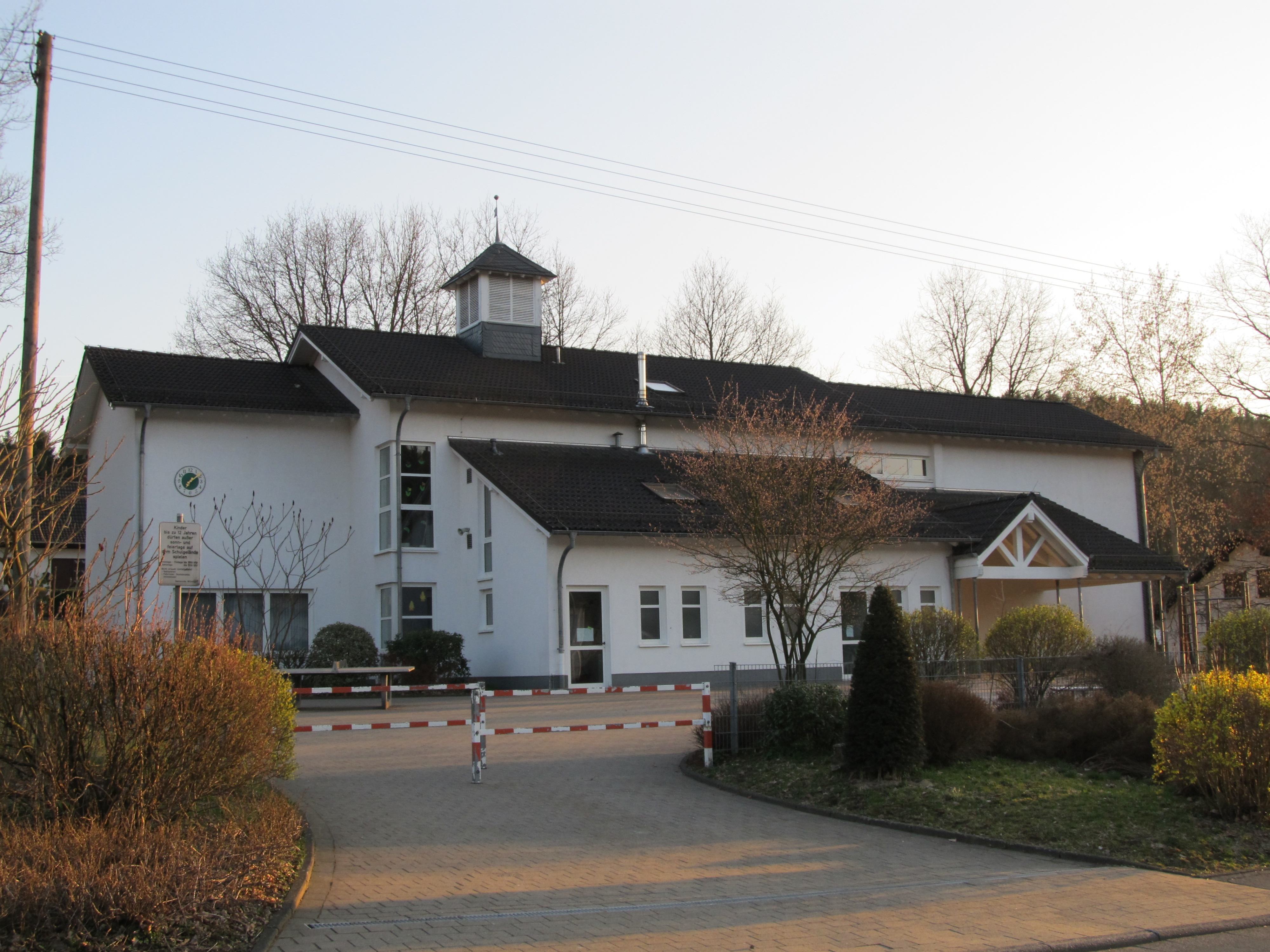
Die Grundschule Wilden, 1994 gebaut

### Grundschule
Von 1955 bis 1994 war die Grundschule des Ortes gegenüber dem Dorfgemeinschaftshaus. Da diese aber zu klein wurde, entschloss man sich, eine neue zu bauen. 1994/1995 wurde diese eingeweiht. Sie wurde abseits der Hauptstraße, direkt neben dem Kindergarten gebaut. Sie enthält neben vier Klassenräumen einen Mehrzweckraum mit Küchenzeile, einen großen Abstellraum sowie ein geräumiges Lehrerzimmer und ein Zimmer für den Hausmeister.
Der 2007 festgelegte Schulplan der Gemeinde Wilnsdorf sah die Zusammenlegung der Schulleitungen der Grundschulen in Wilden und Wilnsdorf und die Leitung der Schule von Wilnsdorf aus vor. Dies erfolgte nach dem Schuljahr 2007/2008.
Am 27. September 2012 beschloss der Rat der Gemeinde Wilnsdorf die Schließung der Grundschulen Wilden, Obersdorf und Anzhausen aufgrund künftig weiter schrumpfender Schülerzahlen und die dadurch verringerte Anzahl an zu bildenden Eingangsklassen an den Schulen. Dieser Beschluss löste in den betroffenen Orten eine Debatte aus, aus der sich ein Bürgerbegehren entwickelte. Der Bürgerentscheid im April 2013 scheiterte jedoch, sodass der Ratsbeschluss vom September zuvor bestehen blieb. Die Grundschule Wilden soll so zum Schuljahr 2015/2016 auslaufen.

### Religionsgemeinschaften / Kirchengemeinden

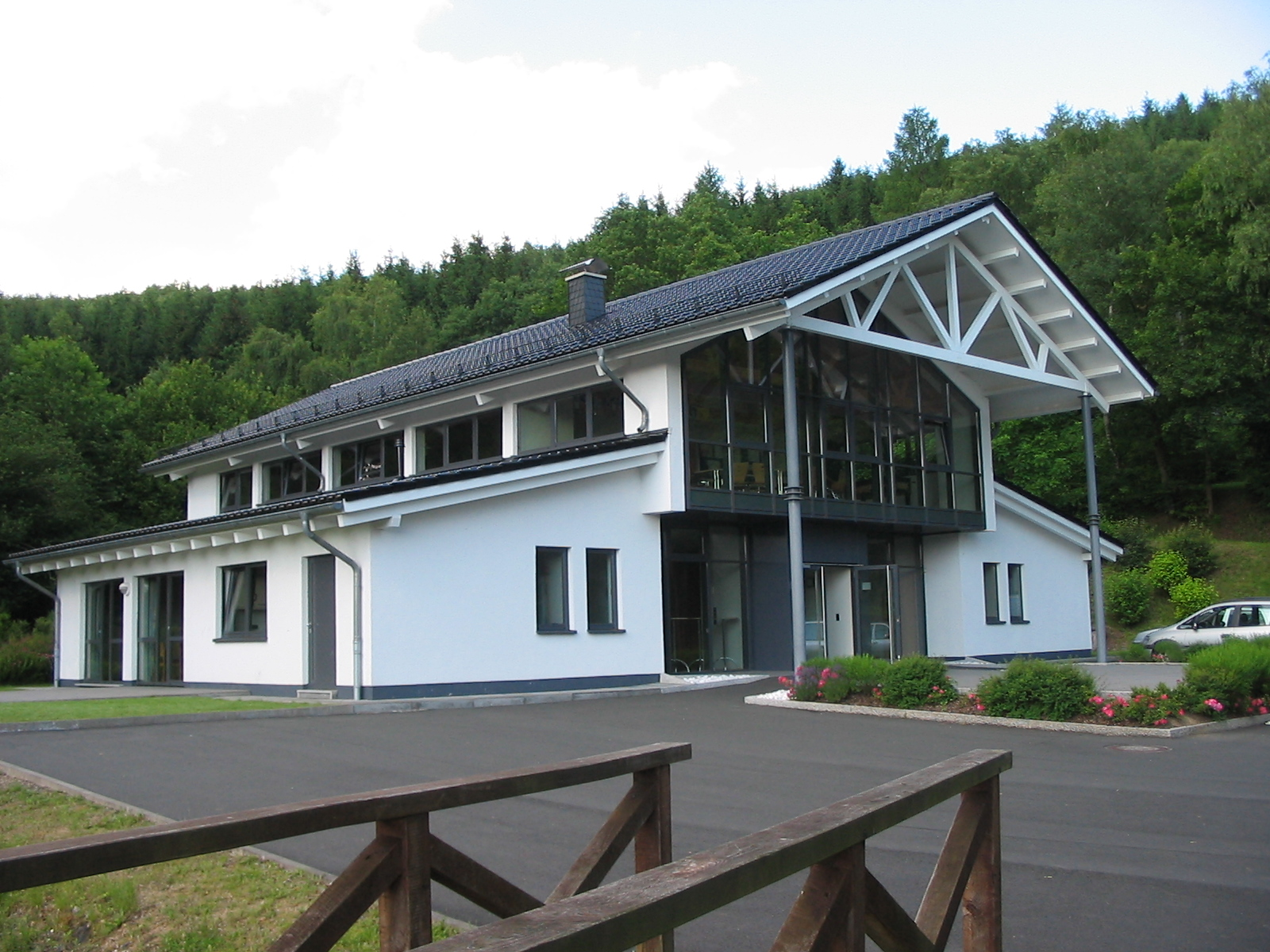
Die 2001 gebaute Ev. Kirche in Wilden

Auf dem Platz der alten Grundschule wurde erst ein Beachvolleyballfeld eingerichtet. Da der Großteil Wildens evangelisch ist, wurde dort in den Jahren 2001 und 2002 eine evangelische Kirche gebaut. Da der Bau nicht so viel gekostet hatte, wie ursprünglich angenommen, nutzte man die Möglichkeit, etwa 20 m vor der Kirche einen Glockenturm zu errichten. Nach 14-monatiger Bauzeit wurde die Kirche am 1. Dezember 2002 eingeweiht. Der Ort gehört seit 1. Januar 2011 zur evangelisch-reformierten Kirchengemeinde Rödgen-Wilnsdorf, die aus den einzelnen Kirchengemeinden Wilnsdorf und Rödgen gebildet worden war.
Neben der evangelischen Kirche gibt es im Ort eine Freie evangelische Gemeinde, die seit 1875 besteht und somit die älteste FeG im Siegerland ist. Das erste, 1897 erbaute Gemeindehaus wurde bereits 1974 durch ein neues ersetzt. Dieses bekam 1995 einen Anbau. Seit 2008 gehört der alte, direkt nebenan stehende Bahnhof zur Gemeinde. Dieser wurde von 2011 bis 2013 komplett renoviert. Zwischen 2008 und 2010 wurde das Gemeindehaus nach einem Wasserschaden umfassend renoviert.
In Oberwilden findet man ein Gemeindehaus des CVJM bzw. der EG (Evangelische Gemeinschaft). Nicht weit der ev. Kirche gibt es eine christliche Versammlung.

### Sport
| Saison                                                                                           | Liga        | Platz | S  | U  | N  | Tore   | Punkte |
| ------------------------------------------------------------------------------------------------ | ----------- | ----- | -- | -- | -- | ------ | ------ |
| 2003/04                                                                                          | Kreisliga A | 2.    | 16 | 4  | 5  | 69:24  | 61     |
| 2004/05                                                                                          | Bezirksliga | 16.   | 4  | 6  | 22 | 36:106 | 18     |
| 2005/06                                                                                          | Kreisliga A | 3.    | 13 | 7  | 8  | 48:38  | 46     |
| 2006/07                                                                                          | Kreisliga A | 8.    | 8  | 11 | 9  | 45:44  | 35     |
| 2007/08                                                                                          | Kreisliga A | 14.   | 6  | 6  | 18 | 39:91  | 24     |
| 2008/09                                                                                          | Kreisliga A | 11.   | 10 | 4  | 16 | 66:83  | 34     |
| 2009/10                                                                                          | Kreisliga A | 3.    | 17 | 2  | 11 | 70:59  | 53     |
| 2010/11                                                                                          | Kreisliga A | 4.    | 17 | 3  | 10 | 75:59  | 54     |
| 2011/12                                                                                          | Kreisliga A | 10.   | 11 | 5  | 14 | 71:84  | 38     |
| 2012/13                                                                                          | Kreisliga A | 11.   | 10 | 6  | 14 | 73:84  | 36     |
| 2013/14                                                                                          | Kreisliga B | 5.    | 19 | 5  | 12 | 84:53  | 62     |
| 2014/15                                                                                          | Kreisliga B | 4.    | 21 | 2  | 11 | 108:73 | 65     |
| Anmerkung: Grün unterlegte Spielzeiten kennzeichnen einen Aufstieg rot unterlegte einen Abstieg. |             |       |    |    |    |        |        |

| Saison                                                                                           | Liga        | Platz | S  | U | N  | Tore   | Punkte |
| ------------------------------------------------------------------------------------------------ | ----------- | ----- | -- | - | -- | ------ | ------ |
| 2003/04                                                                                          | Kreisliga C | 6.    | 13 | 6 | 7  | 61:38  | 45     |
| 2004/05                                                                                          | Kreisliga C | 10.   | 8  | 4 | 14 | 44:59  | 28     |
| 2005/06                                                                                          | Kreisliga C | 9.    | 8  | 3 | 13 | 52:64  | 27     |
| 2006/07                                                                                          | Kreisliga C | 9.    | 7  | 5 | 10 | 33:52  | 26     |
| 2007/08                                                                                          | Kreisliga C | 7.    | 10 | 3 | 9  | 65:45  | 33     |
| 2008/09                                                                                          | Kreisliga C | 7.    | 11 | 2 | 11 | 88:75  | 35     |
| 2009/10                                                                                          | Kreisliga C | 7.    | 10 | 7 | 9  | 70:72  | 37     |
| 2010/11                                                                                          | Kreisliga C | 5.    | 14 | 3 | 7  | 93:57  | 45     |
| 2011/12                                                                                          | Kreisliga C | 5.    | 17 | 1 | 8  | 93:44  | 52     |
| 2012/13                                                                                          | Kreisliga C | 1.    | 23 | 1 | 4  | 113:31 | 70     |
| 2013/14                                                                                          | Kreisliga C | 8.    | 13 | 2 | 15 | 68:74  | 41     |
| 2014/15                                                                                          | Kreisliga C | 12.   | 4  | 1 | 19 | 18:170 | 13     |
| Anmerkung: Grün unterlegte Spielzeiten kennzeichnen einen Aufstieg rot unterlegte einen Abstieg. |             |       |    |   |    |        |        |

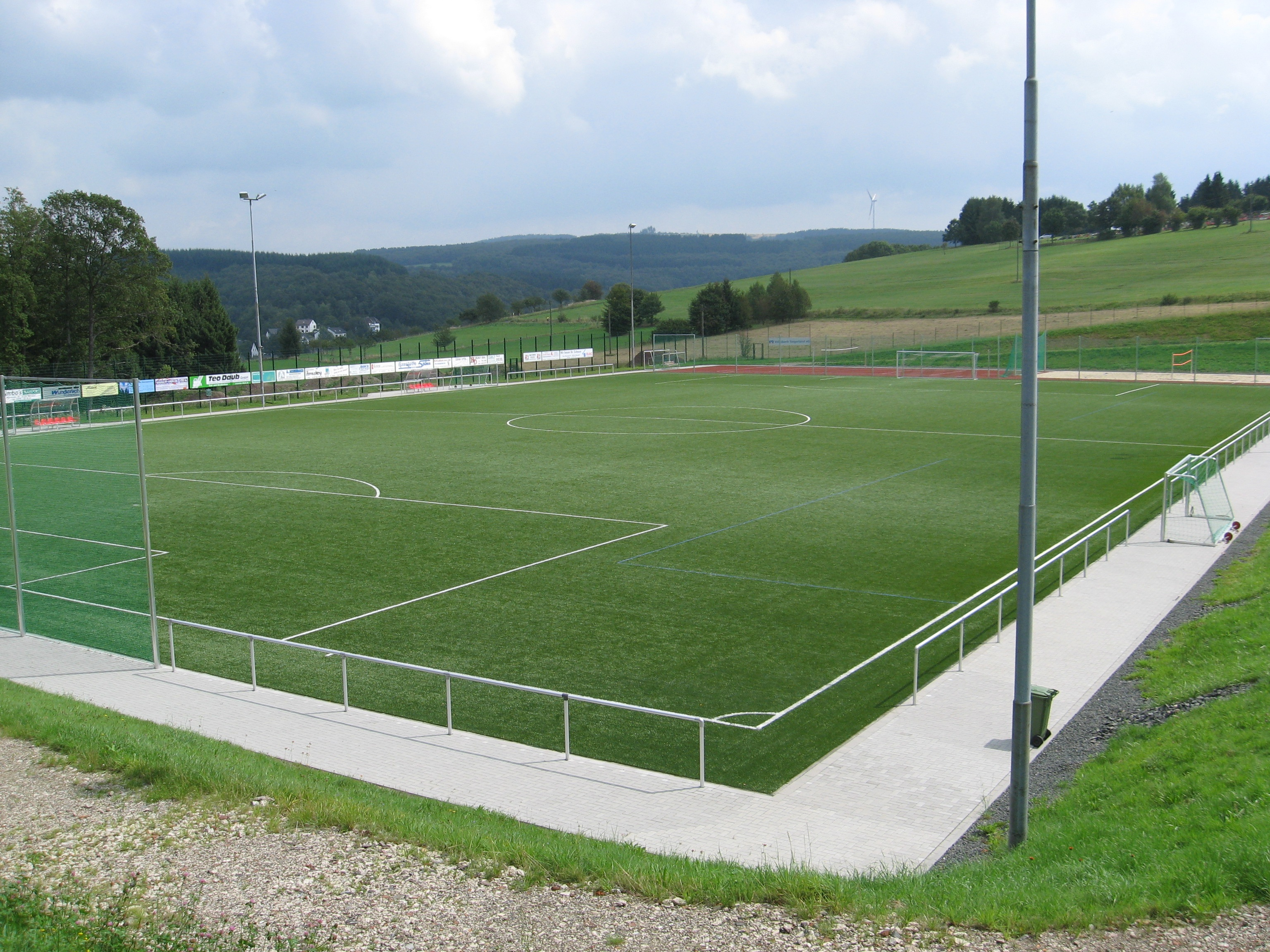
Der 2008/2009 modernisierte Sportplatz

Seit 1912 existierte ein Turnverein in Wilden. Der am 28. Dezember 1928 gegründete Sportverein VfB Wilden (Verein für Bewegungsspiele) hatte eine Handballmannschaft und wurde bereits 1929/1930 Meister der Bezirks-B-Klasse im Siegerland-Turngau. In den 1930er Jahren kam der Fußball dazu. Nach kriegsbedingter Unterbrechung kam der Sportbetrieb erst 1949 wieder ans Laufen.
Die 1. Mannschaft der Fußballabteilung spielt seit 2013 in der Kreisliga B, da die Kreisliga A auf nur eine Staffel verkleinert wurde. Der größte Erfolg der Mannschaft war ein zweiter Platz in der Saison 2003/2004 und der damit verbundene Aufstieg in die Bezirksliga. In der folgenden Saison stiegen sie mit Platz 16 wieder ab. Die zweite Mannschaft des VfB spielt in der C-Kreisliga und erlangte dort in der Saison 2012/2013 den 1. Platz, stieg jedoch nicht auf, da die 1. Mannschaft in die Kreisliga B abstieg.
Heute hat der Verein 602 Mitglieder, davon mehr als 200 Kinder, und bietet in der Turnhalle hinter dem Dorfgemeinschaftshaus oder auf dem Sportplatz zahlreiche Aktivitäten an.
Der Artur-Reichmann-Sportplatz wurde ab Juli 1966 erbaut und im Herbst desselben Jahres eröffnet. Er löste die 1930 erbaute Sportanlage Landeskrone ab. 1974 wurde das Vereinshaus gebaut, das 2001/2002 um einen Anbau erweitert wurde.
2008 wurde der Sportplatz mit Kunstrasen, einem Kleinspielfeld für Hockey oder ähnlichem und einer Sprunggrube modernisiert. Die Kosten in Höhe von ca. 100.000 € wurden größtenteils durch Spenden abgedeckt, dafür wurde im August 2007 ein Spendenlauf durchgeführt. Am 21. Mai 2009 wurde der modernisierte Platz offiziell eingeweiht.

### Veranstaltungen

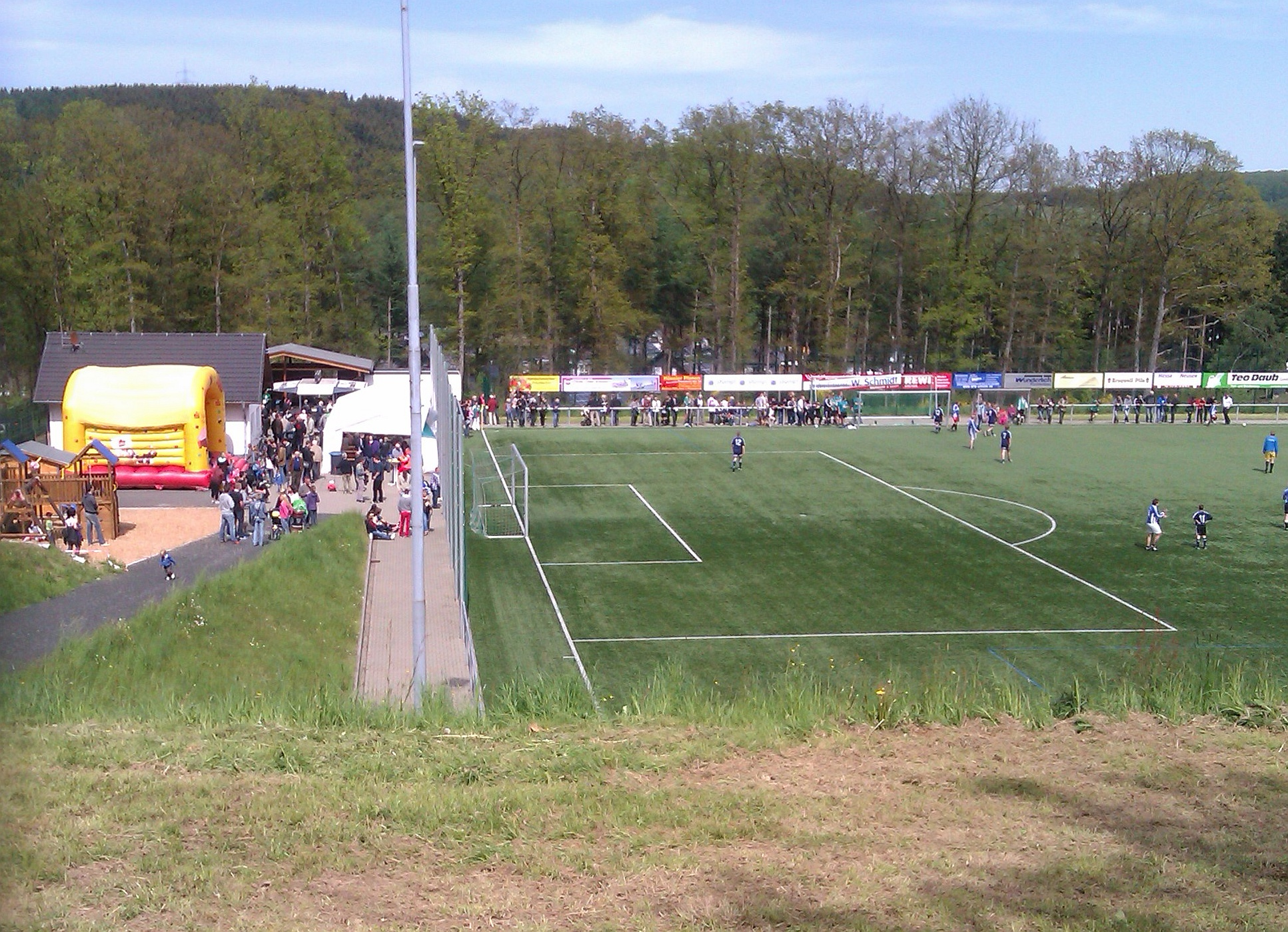
Straßenfußballturnier an Christi Himmelfahrt 2012

- Traditionell findet seit 1993 jedes Jahr im September das Wilnsdorfer Drachenfest mit einem Rahmenprogramm und Verkaufsständen oberhalb des Sportplatzes statt.
- Seit 1976 gibt es in Wilden wieder ein Osterfeuer, das von 2002 bis 2005 von der Freiwilligen Feuerwehr veranstaltet wurde, aber wegen mangelndes Interesse nicht mehr von der Feuerwehr durchgeführt wird. Mittlerweile führen es wieder die Privatleute durch, die dies seit 1976 durchgeführt haben. Zudem findet jedes Jahr am Karsamstag ein Osterlauf über das Bähnchen nach Salchendorf statt.
- Von Zeit zu Zeit veranstaltet die Feuerwehr ein Fest am Feuerwehrhaus mit Kaffee und Kuchen und Vorführungen zu ihrer Arbeit.
- Der Angelverein grillt am 1. Mai (Maifeiertag) regelmäßig am Landeskroner Weiher und baut Stände für Essen, Trinken und Sitzen auf. Bei gutem Wetter ist die Veranstaltung gut besucht.
- Jedes Jahr an Christi Himmelfahrt richtet der VfB Wilden ein beliebtes Straßenfußballturnier aus.
- Am 30. August 2008 fand das erste „Wildener Dorffest“ statt.

## Persönlichkeiten
- Artur Reichmann (1902–1930), Langstreckenläufer
- Franz Fabian (1926–1986), hessischer Politiker (SPD)
- Karl Schmidt (* 1937), Politiker (CDU)
- Harry Fuchs (* 1945), Rehabilitations- und Verwaltungswissenschaftler, Hochschullehrer
- Zana Ramadani (* 1984), Autorin, Politikerin (CDU) und ehemalige Femen-Aktivistin; wuchs in Wilden ab dem 8. Lebensjahr auf